# Knud Knudsen (Linguist)

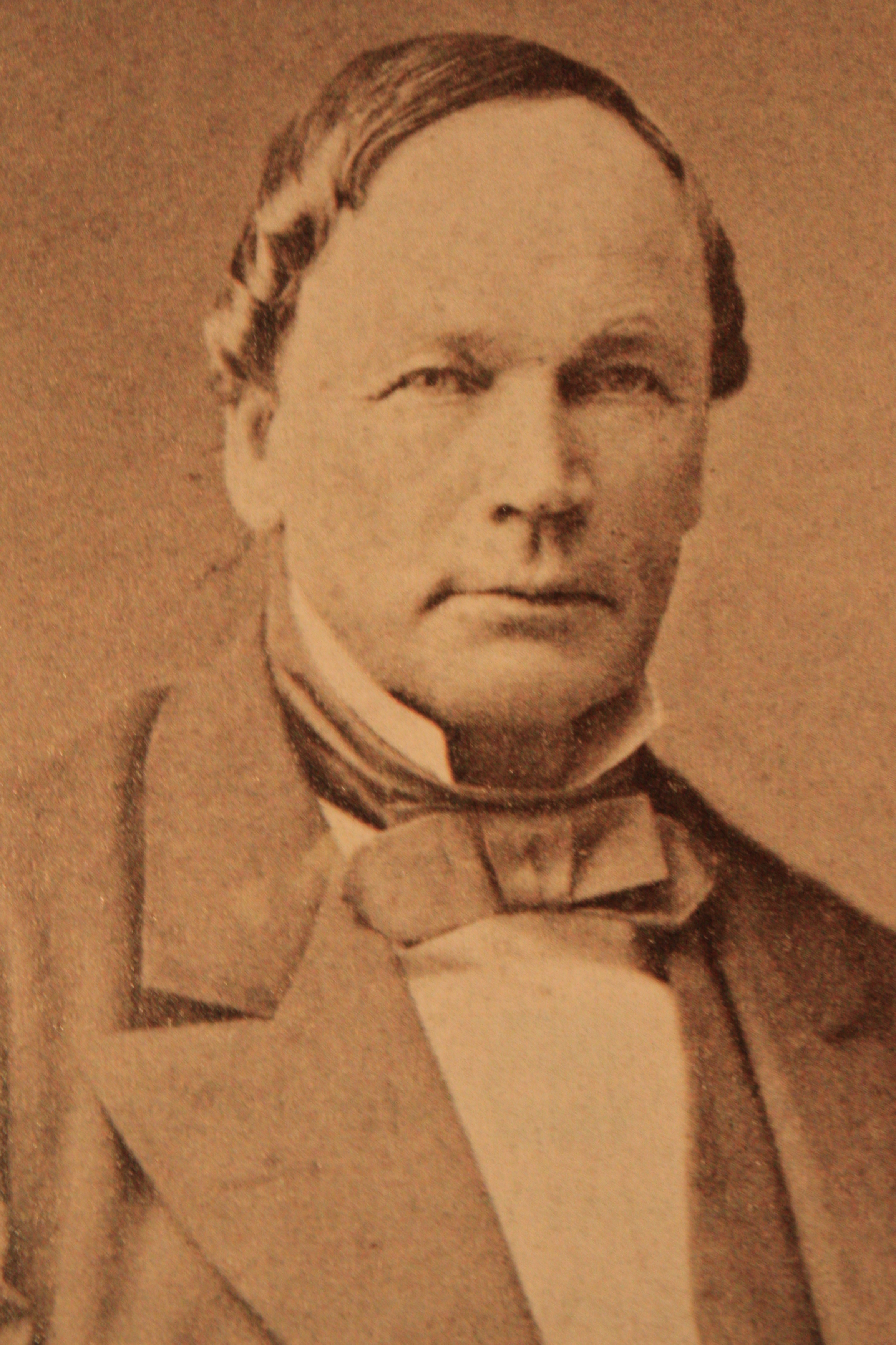
Knud Knudsen

Knud Knudsen (* 6. Januar 1812 in Holt; † 4. März 1895 in Christiania) war ein norwegischer Linguist, der das norwegische Riksmål entwickelte. Er war für die Entwicklung der norwegischen Sprache nicht minder bedeutend als Ivar Aasen.

## Leben

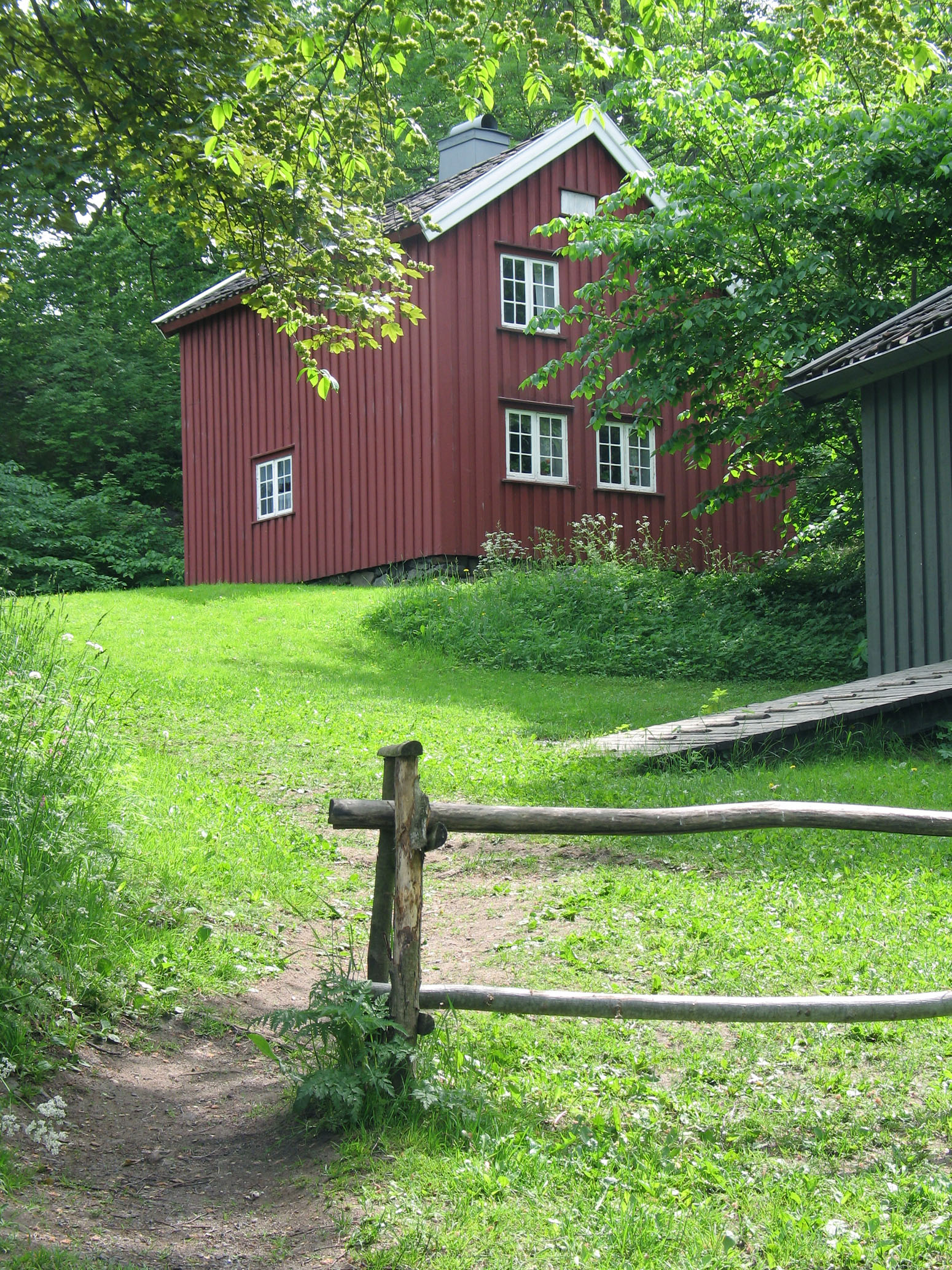
Das Haus, in dem Knud Knudsen seine Kindheit verlebte, ist heute ein Kulturzentrum der Provinz Aust-Agder (Aust-Agder kulturhistoriske senter)

Knud Knudsen wurde 1812 in Holt bei Tvedestrand geboren. Er war der Sohn eines Kleinbauern und Lehrers und wuchs in ärmlichen Verhältnissen auf. Er interessierte sich früh für Literatur und kam 1831 in die Mittelschule von Arendal, danach auf das Gymnasium in Christiania. Nach Abschluss eines Lehramtsstudiums 1840 in Philologie wurde er bis 1846 Studienassessor in Drammen. Von da wechselte er als Oberlehrer an die Kristiania katedralskole und blieb dort bis zu seiner Pensionierung 1880.

## Wirken

### Reform des Lehrplans
Latein war damals Hauptfach in den Gymnasien. Er wandte sich unverzüglich gegen die Dominanz der klassischen Sprachen, da er den Nutzen von Latein und Griechisch für die Schüler nicht erkennen konnte. Er führte zusammen mit Alexander Kielland eine Kampagne gegen die klassischen Sprachen, und es gelang ihm schließlich, dass diese in den Gymnasien abgeschafft wurden. Die Muttersprache wurde Hauptfach.

### Reform der Orthographie
Dabei stellte er fest, dass die Schüler viele orthographische Fehler machten, weil die Orthographie von der gesprochenen Sprache stark abwich. Sie baute nämlich auf der dänischen Sprache auf. Er forderte eine stärkere Angleichung an die gesprochene Sprache. Er schloss sich der Orthophoniebewegung des dänischen Sprachforschers Rasmus Rask an, die forderte, dass jedem Buchstaben ein Sprachlaut entsprechen müsse und umgekehrt. 1845 veröffentlichte er seinen ersten Artikel zur norwegischen Sprache: Om Lydene, Lydtegnene og Rettskrivningen i det norske Sprog (Über Laute, Lautzeichen und Rechtschreibung in der norwegischen Sprache). Dieser Titel gibt das Hauptthema seines späteren Wirkens an und gipfelte in dem Motto: Die norwegische Schriftsprache muss auf dem norwegischen Sprechen aufbauen. Die norwegischen Wörter müssen geschrieben werden wie sie lauten. Da es keine einheitliche Sprechweise gab, entschied er sich für die am häufigsten verwendete Aussprache der Gebildeten. 1850 folgte sein Artikel Om Norskhed i vor Tale og Skrift (Über das Norwegische in unserem Sprechen und Schreiben). Hier erörterte er das spezifisch Norwegische in der Sprache und plädierte dafür, die etwas härtere Aussprache der Wörter im Norwegischen gegenüber dem Dänischen auch in der Orthographie zum Ausdruck zu bringen, um so der Danisierung der Aussprache entgegenzuwirken. Als Beispiel führte er Wörter mit b, d und g an, die im Norwegischen wie p, t und k ausgesprochen würden.

### Reform der Aussprache
1850 erstellte er auch eine Sprechanleitung für die Schauspieler im Det Norske Theater in Bergen. Dort beherrschte die dänische Sprache die Szene, was die national gesinnten Norweger, so auch Knudsen, für unwürdig hielten. Er versuchte, einige Schauspieler dazu zu bringen, stattdessen eine gehobene Umgangssprache zu verwenden. Er arbeitete mit Ibsen zusammen, der seit 1851 künstlerischer Leiter des Theaters war. Ibsen bekannte später, dass ihn Knud Knudsen sprachlich stark beeinflusst habe. Ibsen und Bjørnstjerne Bjørnson richteten sich zeitweilig nach seinen Vorschlägen. Doch später kehrten sie mit Rücksicht auf die dänischen Leser zur dänischen Schreibweise zurück. 1869 waren Ibsen und Knudsen die norwegischen Vertreter auf dem skandinavischen Rechtschreibungskongress in Stockholm. Hier wurden die konsequente Kleinschreibung der Substantive und die Ersetzung von aa durch å vorgeschlagen und später auch eingeführt.

### Der Kampf gegen die Fremdwörter
Knud Knudsen war auch ein eifriger Sprachreiniger und stellte sich in einer 1887 erschienenen Schrift energisch gegen Fremdwörter. Sein wichtigster Beitrag war sein Wörterbuch „Unorsk og norsk eller fremmedords avløsning“ (Unnorwegisch und Norwegisch oder die Ablösung der Fremdwörter), in welchem er viele hundert Fremdwörter durch norwegische ersetzte. Dabei bediente er sich auch der Arbeiten Ivar Aasens.

## Erfolg
Aber er hatte auch scharfe Gegner, so z. B. den berühmten norwegischen Historiker Peter Andreas Munch, mit dem sich ein langer polemischer Streit in den Zeitungen entwickelte. Munch war dagegen, an einer lebenden Sprache herumzuflicken und forderte, man müsse zurückgehen auf die alte norrøne Sprache und die Dialekte. Munchs unangreifbare Autorität drohte, das Bestreben Knudsens zum Scheitern zu bringen. Der erste Sieg kam aber 1862 mit einem Erlass zur Durchführung einer Rechtschreibreform, die den Vorschlägen Knudsens weitgehend folgte. Darin wurden in der Hauptsache „stumme Buchstaben“ entfernt. Aus Miil (Meile) wurde Mil, aus Huus (Haus), wurde Hus, Troe (Glaube) zu Tro. Auch die Schreibweise der Fremdwörter wurde vereinfacht, so wurde aus Philosoph neu Filosof. Die Einführung der harten Konsonanten in die Orthographie wagte man noch nicht, sie blieb aber Knudsens Ziel. Sie wurde erst mit der Sprachreform von 1907, also nach seinem Tod, umgesetzt. 1867 legte er im Buch Det norske målstræv (Die norwegischen Sprachbemühungen) sein Programm der schrittweise erfolgenden Anpassung dar. Es bestand aus mehreren Punkten, deren wichtigste die Ersetzung von b, d und g gemäß der norwegischen Aussprache durch p, t und k, die Ersetzung von ld und nd durch ll und nn sowie die Einführung von Kurzformen wie be (bitten, beten), bli (bleiben), dra (ziehen) statt bede, blive, drage waren. Auch forderte er – vorerst noch ohne Erfolg – die konsequente Kleinschreibung der Substantive.
Er kannte die Bestrebungen Ivar Aasens, ein Landsmål auf der Grundlage norwegischer Dialekte zu schaffen. Er wandte sich nicht gegen diesen Plan, hielt aber ihre allgemeine Einführung für einen unrealistischen Traum. Er fühlte sich aber nun in einer Konkurrenzsituation mit Landsmål. Das wurde deutlich, als 1885 das Landsmål mit dem Riksmål gleichgestellt wurde. Aber in Teilen der Bevölkerung, besonders des städtischen Bürgertums, wuchs nun doch die Furcht vor dem völligen Obsiegen des Landsmål, die ihm immer mehr Anhänger zuführte.
1867 veröffentlichte er das Buch Den landsgyldige norske uttale (Die richtige norwegische Aussprache), wo er die Auffassung vertrat, dass eine gebildete Sprechweise im Lande flächendeckend verbreitet sei und man eine Hochsprache finden könne. 1887 übernahm das Ministerium diese Ansicht und erließ ein Rundschreiben, wonach die Schüler die allgemeine Umgangssprache der Gebildeten, aber keine gekünstelte Sprache sprechen sollten. Dass es unmöglich war, dies zu praktizieren, war eine andere Sache, denn kein Schüler wusste, was eine „Umgangssprache der Gebildeten“ sein sollte.
Sein Werk wurde zur Grundlage des Riksmål. 1929 wurde diese Sprache vom norwegischen Storting in Bokmål umbenannt. Die daraufhin folgende Kontroverse über die Normierung dieser Sprachform führte dazu, dass sich Bokmål in zwei Versionen (moderateres Bokmål und konservativeres Riksmål) mit je eigener Normierung und Sprachtradition spaltete.